# Lars Young Vik
Lars Young Vik (ur. 9 stycznia 2001 w Oslo) – australijsko-norweski biegacz narciarski i biegacz na orientację, olimpijczyk z Pekinu 2022.

## Życie prywatne
Mieszka w Oslo. Jest synem Norwega i Australijki. Jego wujem jest mistrz olimpijski Bjarte Engen Vik.

## Kariera

### Biegi narciarskie
Początkowo rywalizował w ojczystej Norwegii. Jego największym osiągnięciem w jej barwach wśród seniorów było 149. miejsce na mistrzostwach Norwegii, natomiast wśród juniorów 8. miejsce na mistrzostwach Norwegii juniorów.
Od 2021 reprezentuje barwy ojczyzny matki - Australii. W lutym 2021 zadebiutował w Pucharze Świata. W 2022 wystąpił na igrzyskach olimpijskich.

### Biegi na orientację
Wyższe wyniki notował w biegu na orientację. Kilkukrotnie został mistrzem Norwegii juniorów. Reprezentował Norwegię na Mistrzostwach Świata Juniorów w Biegu na Orientację 2021 w Kocaeli.

## Udział w zawodach międzynarodowych
biegi narciarskie
| Impreza                     | Rok  | Gospodarz | Konkurencja             | Miejsce |                      |      |       |                   |     |
| --------------------------- | ---- | --------- | ----------------------- | ------- | -------------------- | ---- | ----- | ----------------- | --- |
| Impreza                     | Rok  | Gospodarz | Konkurencja             | Miejsce | Igrzyska olimpijskie | 2022 | Pekin | bieg indywidualny | 76. |
| sprint                      | 55.  |           |                         |         | Igrzyska olimpijskie | 2022 | Pekin |                   |     |
| Mistrzostwa świata juniorów | 2022 | Lygna     | 15 km stylem klasycznym | 46.     |                      |      |       |                   |     |
| Mistrzostwa świata juniorów | 2022 | Lygna     | sprint                  | 29.     |                      |      |       |                   |     |
| Mistrzostwa świata juniorów | 2022 | Lygna     | sztafeta                | 17.     |                      |      |       |                   |     |